# Фумиаки Танака
Фумиаки Танака (енгл. Fumiaki Tanaka; 3. јануар 1985) професионални је рагбиста и репрезентативац Јапана, који тренутно игра за екипу Хајлендерси.

## Биографија
Висок 166 цм, тежак 72 кг, Танака је пре Хајлендерса играо за Отаго и Панасоник Вајлд Најтс. За национални тим Јапана је до сада одиграо 53 тест мечева и постигао 40 поена.